# Pinho (Boticas)
Pinho is een plaats (freguesia) in de Portugese gemeente Boticas en telt 478 inwoners (2001).